# Paula z Lambergu
Paula hraběnka z Lambergu (německy Paula Reichsgräfin von Lamberg, 21. září 1887, zámek Lebenberg u Kitzbühelu – 4. září 1927, Berchtesgaden) byla česko-rakouská šlechtična, říšská hraběnka z Lambergu. Proslavila se jako průkopnice ženských skoků na lyžích, proto byla známá také jako „létající hraběnka“ (die fliegende Gräfin).

## Život
Paula z Lambergu byla dcerou Huga Antonína Emila z Lambergu, svobodného pána na Orteneggu a Ottensteinu (1853, Žichovice – 1913, Kitzbühel) a jeho manželky Giulietty, rozené hraběnky Brunettiové (1857–1941). Paulin dědeček z otcovy strany byl politik Gustav Jáchym z Lambergu. Měla bratra Maxmiliána Kajetána.
Její rodný zámek Lebenberg byl od roku 1885 částečně využíván jako penzion – jeden z prvních v Kitzbühelu – a postupem času byl rozšířen na hotel.
V roce 1911 Paula ve skoku na lyžích na můstku Schattbergschanze v Kitzbühelu „v dlouhé sukni a bezchybném postoji“ dosáhla délky 22 metrů. 
Dne 9. května 1927 se Paula v Praze provdala za hraběte Františka Valentina Šlika (1882–1963), který mimo jiné pracoval jako závodní jezdec. Manželství však netrvalo dlouho. Jen o pár měsíců později 4. září 1927 se zřejmě coby spolujezdkyně účastnila závodu sajdkár v Berchtesgadenském Salzberg pořádaný Bavorským automotoklubem. Její motocykl sjel ze silnice a hraběnka Lambergová-Šliková byla vymrštěna z vozu a utrpěla smrtelná zranění.